# Мичуринская (Гомельский район)

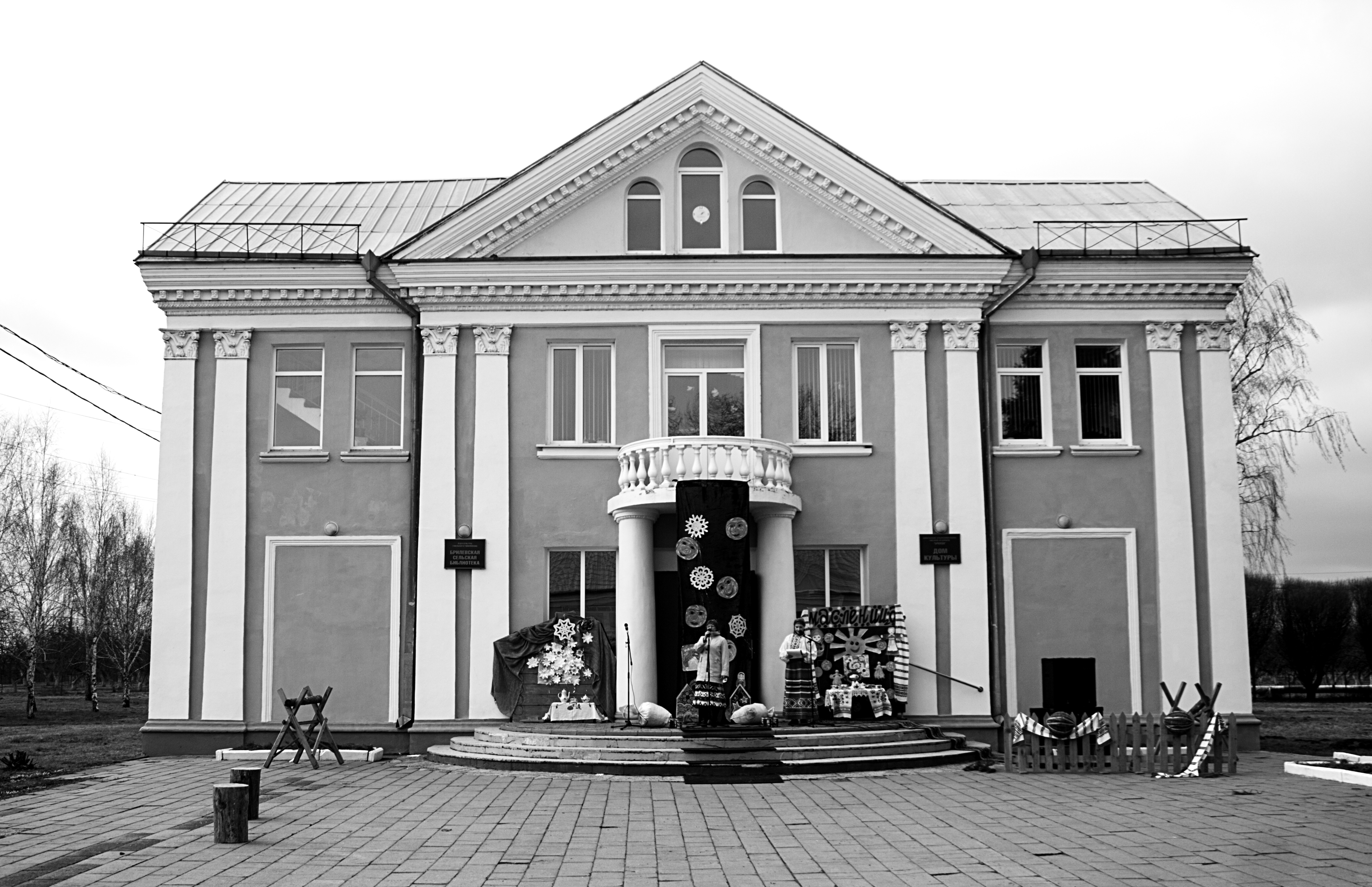

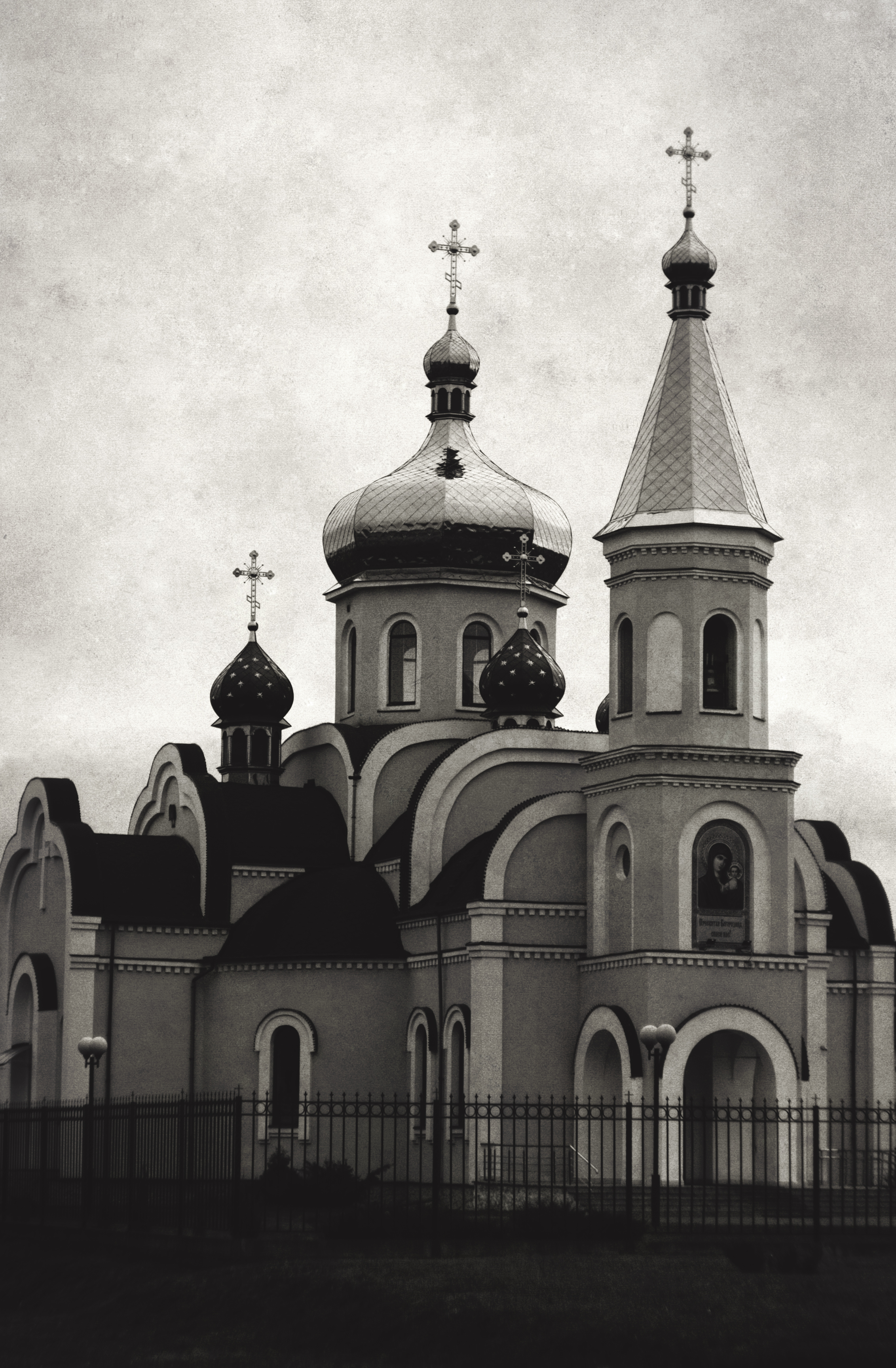

Мичуринская (бел. Мічу́рынская; до 1963 года — Третий Посёлок) — агрогородок в Красненском сельсовете Гомельского района Гомельской области Республики Беларусь.

## География

### Расположение
В 1 км от северной окраины Гомеля.

## Транспортная сеть
Транспортные связи по автодорогам, которые отходят от Гомеля. Планировка квартальная, застройка преимущественно деревянная.

## История
Основан в начале 1920-х годов переселенцами из соседних деревень. В 1930 году жители вступили в колхоз. Быстрый рост посёлка обусловлен близостью города Гомель, в котором работают местные жители. Центр коллективного сельскохозяйственная предприятия «Козырьков». Располагаются средняя школа, Дворец культуры, библиотека, детский ясли-сад, амбулатория, отделение связи, столовая, швейная и сапожная мастерские, 2 магазина.

## Население

### Численность
- 2019 год - 2327 жителей.

### Динамика
- 2004 год — 881 хозяйство, 2535 жителей.
- 2019 год - 2327 жителей.

## Культура
- Дворец культуры
- Музей ГУО "Брилёвская средняя школа"

## Достопримечательность
- Храм Казанской иконы Божией Матери